# Rhaphicera kabrua
Rhaphicera kabrua är en fjärilsart som beskrevs av Robert Christopher Tytler 1939. Rhaphicera kabrua ingår i släktet Rhaphicera och familjen praktfjärilar. Inga underarter finns listade.